# Tillväxtverket
Tillväxtverket är en nationell myndighet som hör till Klimat- och näringslivsdepartementet. Myndigheten har uppdrag inom entreprenörskap och regional tillväxt.  Tillväxtverket arbetar för att stärka företagens konkurrenskraft – genom att skapa bättre förutsättningar för företagande och för attraktiva regionala miljöer där företag utvecklas.
Myndighetens verksamhet är bred. Många av insatserna är riktade direkt till företag eller blivande företagare, andra insatser påverkar förutsättningarna för företagande på längre sikt.
Med kunskap om företags och regioners behov bygger myndigheten nätverk för samarbete och finansierar insatser som stärker näringslivet. Myndighetens största enskilda uppdrag är att bidra till att EU-medel investeras i projekt för regional tillväxt och sysselsättning.

## Grundande
Tillväxtverket startade sin verksamhet 1 april 2009. Myndigheten tog främst över ärenden från Nutek och Glesbygdsverket, vilka avvecklades i och med Tillväxtverkets tillkomst. Från Konsumentverket övertogs ärenden kring kommersiell och offentlig service på landsbygden.

## Organisation
Tillväxtverket finns på nio orter, från Arjeplog i norr till Malmö i söder. Huvudkontoret ligger i Stockholm. Myndigheten har cirka 700 anställda och hade 2014 en budget på cirka 2,9 miljarder kronor, av vilka cirka 1 miljard kronor är EU-medel.
Tillväxtverket är förvaltande myndighet för nio strukturfondsprogram och har det särskilda beslutsorganet Regelrådet.

### Generaldirektörer och chefer
- Christina Lugnet,  2009 -2012
- Birgitta Böhlin, 2012 - 31 maj 2013 (tf.)
- Gunilla Nordlöf, 1 juni 2013 - maj 2022
- Fransisca Ramsberg, 1 juni 2022- 1 augusti 2022 (tf.)
- Elisabeth Backteman, 1 augusti 2022 -

## Tillväxtverkets undersökningar
Tillväxtverket gör regelbundet två stora undersökningar om företagande och är ansvarig myndighet för den officiella turiststatistiken. Företagens villkor och verklighet är en av Europas största företagarundersökningar riktad till små och medelstora företag i Sverige. Entreprenörskapsbarometern mäter befolkningens syn på företagande. Undersökningen bygger på svar från 13 000 personer mellan 18 och 70 år. Fakta om svensk turism är en årlig rapport där turism och resande belyses från olika perspektiv, exempel ekonomi, export och sysselsättning.

## Negativ uppmärksamhet i media
I juli 2012 gjorde Dagens Nyheter en granskning av Tillväxtverkets interna representation, som låg på nära 7,5 miljoner kronor under perioden januari 2010-juli 2012. Bland annat kritiserades en medarbetardag på Grand Hôtel i Stockholm för den totala kostnaden på mer än 1 miljon kronor, och att inslaget av rena nöjesaktiviteter var stort. I samband med granskningen entledigades generaldirektören Christina Lugnet från sin post från den 6 augusti 2012.
I augusti 2014 uppmärksammade Dagens Nyheter att Tillväxtverket redigerat innehållet på Wikipedia om myndighetens representationsnotor.
I november 2022 avslöjade Uppdrag granskning att Tillväxtverket felaktigt betalat ut miljarder kronor i stöd till företag i samband med coronapandemin och att myndigheten hade valt att inte utreda häften av de tips om fusk som skickats in, trots påståenden om det motsatta.